# بعثة الاتحاد الإفريقي في بوروندي
مهمة الاتحاد الإفريقي في بوروندي (بالإنجليزية: African Union Mission in Burundi)‏ أو اختصارا (AMIB) قوة عسكرية من الاتحاد الإفريقي انتشرت في بوروندي في عام 2003 أثناء الحرب الأهلية البوروندية. اشتملت المأمورية أو الإرسالية أو البعثة على 2,870 جنديا من جنوب إفريقيا وموزمبيق وإثيوبيا، بقيت هذه القوات في البلاد سنة كاملة، ثم استبدلت بعملية الأمم المتحدة في بوروندي. الانتقال الرسمي للسلطة من مهمة الاتحاد الإفريقي في بوروندي إلى عملية الأمم المتحدة في بوروندي حدث في الأول من يونيو/حزيران عام 2004. المكون الجنوب إفريقي للقوة بقي وتشكل إلى قوة المهمات الخاصة للاتحاد الإفريقي.